# Promoción de la salud
La promoción de la salud es el proceso que permite a las personas incrementar el control sobre su salud para mejorarla y así tener un equilibrio. y que se dedica a estudiar las formas de favorecer una mejor salud en la población. La definición dada en la histórica Carta de Ottawa de 1986 es que la promoción de la salud "consiste en proporcionar a la gente los medios necesarios para mejorar la salud y ejercer un mayor control sobre la misma". Las 5 áreas de acción que propone la Carta de Ottawa son: construir políticas públicas saludables, crear ambientes que favorezcan la salud, desarrollar habilidades personales, reforzar la acción comunitaria, reorientar los servicios de salud.
Es de destacar en la promoción de la salud, la Teoría de la Salutogénesis, elaborada por Aaron Antonovsky a partir de sus primeros trabajos recogidos en Unraveling the Mysteries of Health (Antonosvky, 1987). La Teoría de la salutogénisis se centra en la identificación y comprensión de aquello que genera salud, en lugar de la tradicional mirada hacia lo que produce enfermedad.
Eriksson y Lindströn (2008) realizaron la representación gráfica de la metáfora del río de la vida de Antonovsky comparando la visión patogénica con la perspectiva salutogénica y mostrando el desarrollo de la Salud Pública hacia la Promoción de la Salud, con sujetos activos y responsables de su propia salud. Desde un punto de vista patogénico la vida es un río embravecido que finaliza en una cascada y la muerte. Sin embargo en el momento salutogénico en el río de la vida merece la pena mirarlo aguas arriba; el agua fluye y cada persona aprende a nadar ante los riesgos, utilizando los recursos generales de resistencia aprendidos y los activos disponibles.  
La promoción de la salud se nutre de muchas disciplinas como la epidemiología, la medicina, la sociología, la psicología, la comunicación y la pedagogía. Además utiliza no solo herramientas pedagógicas o comunicativas, sino también la abogacía y las intervenciones estructurales.
El hecho de que la enfermedad se encuentre en estrecha relación al medio social y cultural del hombre es una idea que ha estado presente en los médicos en épocas del pasado. La práctica de la medicina siempre ha estado relacionada con las condiciones sociales y económicas de grupos específicos de personas, pero estas relaciones sólo rara vez eran objeto de discusión teórica. Sólo en la época moderna aparece una clara conciencia de los estrechos lazos que existen entre las condiciones sociales y los problemas médicos.

## El mandato actual de promoción de la salud se propone 4 líneas estratégicas de acción esenciales para promover la salud:

### 1.Fortalecer entornos saludables
La Promoción de la Salud fomenta cambios en el entorno para generar salud y bienestar; opera en los lugares o contextos en los que las personas participan en actividades diarias, donde los factores sociales, económicos, ambientales, organizacionales y personales interactúan.
Escuelas, universidades, viviendas, lugares de trabajo, mercados y otros espacios comunes son entornos clave para ganar salud a lo largo de todo el curso de vida.

### 2.	Facilitar la participación y el empoderamiento de la comunidad
La participación genera salud en sí misma y, además, es esencial para la efectividad y sostenibilidad de las acciones de promoción de la salud.
Promover la salud es generar espacios de participación, trabajar en red, reforzar el papel de las comunidades y potenciar sus activos y capacidades para que puedan abogar por sus necesidades y perspectivas.
Además, para promover la salud es clave empoderar a las personas y las comunidades para que puedan ser involucradas de forma significativa en la toma de decisiones que afectan a su vida.

### 3.	Fortalecer la gobernanza y la acción intersectorial y abordar los determinantes sociales de la salud
Una buena gobernanza para la salud implica incluir la acción intersectorial, la participación social y la equidad.
Es crucial considerar el impacto que las políticas de sectores como educación, empleo, economía, vivienda, transporte o urbanismo tienen en la salud. Por eso, para promover la salud se hace indispensable un enfoque de todo el gobierno y la sociedad que genere soluciones colectivas que mejoren la salud como parte integral del bienestar y el desarrollo económico y social.
La evidencia científica muestra que tener un trabajo fijo o no, mayor o menor nivel de estudios, de ingresos, mejores o peores condiciones de vivienda, más o menos zonas verdes, espacios para caminar, influye directamente en la salud.
También la evidencia nos muestra que existen políticas públicas efectivas para promover la salud con equidad.
Los gobiernos locales desempeñan un papel clave en la promoción de la salud por su capacidad para actuar sobre los entornos, trabajar intersectorialmente, integrar la participación comunitaria, y adaptar las intervenciones a las necesidades y contextos específicos de la población.

### 4.	Fortalecer los sistemas y servicios de salud
A partir de la Carta de Ottawa, la promoción de la salud adquiere un papel protagónico reconociéndose que los sistemas y servicios de salud van más allá de la provisión de servicios clínicos y médicos, de forma que debe producirse un cambio de enfoque y de organización para que las necesidades de las personas se sitúen en el centro y se aborden como un todo.
La Promoción de la Salud es un elemento clave para el fortalecimiento de los sistemas de salud y su capacidad para responder a las necesidades de salud de las personas, familias y comunidades, centrándose en garantizar la salud al más alto nivel posible con solidaridad y equidad.
Cada contacto con una persona puede ser una oportunidad no sólo para brindar un servicio clínico, sino también para evaluar las condiciones en las que vive y trabaja, conocer su contexto familiar y social y conectar con los activos de la comunidad. También brinda la oportunidad de coordinarse con otros servicios como protección social y vivienda para atender las necesidades detectadas de las personas.
El sector de la salud debe lograr que la promoción de la salud sea más pertinente y concreta, y colaborar con las comunidades para crear condiciones de vida saludables, sobre la base de la atención primaria de salud.
La promoción de la salud es además una función esencial de salud pública, que debe ser incluida en los procesos de evaluación, desarrollo de políticas, asignación de recursos y en las dimensiones del acceso a los servicios de salud (FESP).

## Conferencias Mundiales de Promoción de la Salud - OMS 1986 - 2016
Si bien el término promoción de la salud fue definido por Hugh Leavell y Edwin G. Clark (1953, 1976) dentro de las acciones primarias de la medicina preventiva. Dos años después, la Declaración de Alma-Ata (OMS, 1978), encuadra a la PS como una actividad dentro de la atención primaria de salud (APS).[cita requerida]
En 1986, la Primera Conferencia Internacional sobre Promoción de la Salud da lugar a la Carta de Ottawa, en la que se afirma: "La promoción de la salud consiste en proporcionar a los pueblos los medios necesarios para mejorar su salud y ejercer un mayor control sobre la misma.<2ref>«OMS | Conferencias Mundiales de Promoción de la Salud». WHO. Consultado el 15 de mayo de 2020.</ref> Posteriormente, la Declaración de Adelaida (1988) hizo hincapié en la necesidad de establecer políticas públicas favorables a la salud y se puso de relieve la necesidad de evaluar las repercusiones de las decisiones políticas en la salud. Años más tarde, la Conferencia de Sundswall (1991) resaltó la necesidad de que el ambiente físico, el ambiente socioeconómico y el ambiente político apoyen a la salud.
En la Conferencia de Yakarta (OMS, 1997), se examinó la repercusión internacional de la Carta de Ottawa. Los resultados, expresados en la Declaración sobre la Adaptación de la Promoción de la Salud al Siglo XXI, identificaron cinco prioridades en la promoción de la salud:
- Promover la responsabilidad social por la salud.
- Aumentar las inversiones en el desarrollo de la salud.
- Consolidar y ampliar las alianzas estratégicas a favor de la salud.
- Ampliar la capacidad de las comunidades y empoderar al individuo.
- Consolidar la infraestructura necesaria para la promoción de la salud.

En los albores del siglo XXI, en la Declaración de México (OMS, 2000) se estableció un compromiso para posicionar a la promoción de la salud como una estrategia fundamental en la agenda política y de desarrollo de los países. Este compromiso se reafirmó en la Carta de Bangkok (2005), donde se establecen las medidas y compromisos necesarios para abordar los factores determinantes de la salud en un mundo globalizado. En el documento donde la OMS aborda el tema de los determinantes potencialmente modificables, tanto los que dependen de las acciones de los sujetos particulares como los que son responsabilidad de algún tipo de colectivo o del Estado, refuerza la importancia de combinarlos para ejercer un claro impacto sobre la salud.[cita requerida]
Luego, la 7ª Conferencia Mundial de Promoción de la Salud, celebrada en Nairobi, establece más de 70 acciones encaminadas a subsanar las deficiencias en la promoción de la salud (OMS, 2009). La Conferencia Mundial de Promoción de la Salud se celebró en Helsinki (OMS, 2013), se centró en el enfoque Salud en Todas las Políticas (STP). Se considera que la salud viene determinada en gran medida por factores externos al ámbito sanitario y, en consecuencia, una política sanitaria eficaz debe atender a todos los ámbitos políticos, especialmente las políticas sociales, las fiscales, las relacionadas con el medio ambiente, con la educación y la investigación. En este sentido, hace un llamado a los gobiernos para incorporar la salud y la equidad en salud en sus agendas y avanzar estructuras, recursos y capacidad institucional de apoyo a la estrategia STP.[cita requerida]
La Declaración de Shanghái sobre la Promoción de la Salud es el resultado de la última conferencia mundial de promoción de la salud - celebrada en esa ciudad en 2016 -, por la que se establecen compromisos para adoptar políticas audaces en pro de la salud, fortaleciendo los vínculos entre la salud y el bienestar y la Agenda 2030 para el Desarrollo Sostenible y sus Objetivos de Desarrollo Sostenible.[cita requerida]

## Principios básicos para la promoción de la salud general
La Organización Mundial de la Salud ha elaborado principios generales sobre promoción de la salud:
- Asegurar que el ambiente que está más allá del control de los individuos sea favorable a la salud.
- Combinar métodos o planteamientos diversos pero complementarios, incluyendo comunicación, educación,[2] legislación, medidas fiscales, cambio organizativo y desarrollo comunitario.
- Aspirar a la participación efectiva de la población, favoreciendo la autoayuda y animando a las personas a encontrar su manera de promocionar la salud de sus comunidades.

## Áreas de acción establecidas en la Carta de Ottawa
- Construir políticas públicas saludables. La salud debe formar parte de la agenda política de los gobiernos. Los sectores involucrados en la generación de políticas deben estar conscientes de las implicaciones de sus decisiones sobre la salud. Para ello el activismo social es crucial.

- Crear ambientes que favorezcan la salud. Los medios ambientes físicos y sociales influyen en la salud. Pueden influir directamente - como cuando hay químicos nocivos en el ambiente - o bien indirectamente, como cuando promueven ciertos hábitos de alimentación. Un ejemplo es el concepto de ambiente obesigénico.

- Reforzar la acción comunitaria. La participación activa de la comunidad se puede dar en la definición de prioridades, de programas de acción, la toma de decisiones y la ejecución de los programas de promoción de la salud. Sin esta acción comunitaria, se puede caer en programas asistencialistas, que no constituyen real promoción de la salud.

- Desarrollar habilidades personales. Mediante el aprendizaje, el desarrollo de aptitudes y conductas en la población, también se puede realizar promoción de la salud. Estas actividades se pueden realizar a través de ciertos canales, como las escuelas, los lugares de trabajo y la familia.

- Reorientar los servicios de salud. Se debe poner énfasis en la atención médica preventiva y promotora en lugar de la atención médica curativa. Esto se puede ver en los presupuestos, en la distribución del personal y en otros indicadores. Es necesario que los servicios y los sistemas de salud se reorienten hacia atención promotora de la salud y a la atención primaria.

## Declaración de Yakarta
La Declaración de Yakarta sobre la manera de guiar la promoción de la salud hacia el siglo XXI, de 1997, confirma que estas estrategias y áreas de acción son esenciales para todos los países. Además, existe una evidencia clara de que:
- Los enfoques globales para el desarrollo de la salud son los más eficaces. Los que utilizan combinaciones de estas cinco estrategias son más eficaces que los enfoques de una sola vía.
- Los escenarios para la salud ofrecen oportunidades prácticas para la aplicación de estrategias globales.
- La participación es esencial para sostener los esfuerzos. Las personas tienen que ser el centro de la acción de la promoción de la salud y de los procesos de toma de decisiones para que estos sean eficaces.
- La alfabetización sanitaria/aprendizaje sanitario fomenta la participación. El acceso a la educación y a la información es esencial para conseguir una participación efectiva, al igual que el empoderamiento de las personas y las comunidades.

La Declaración de Yakarta identifica cinco prioridades de cara a la promoción de la salud en el siglo XXI:
- Promover la responsabilidad social para la salud.
- Incrementar las inversiones para el desarrollo de la salud.
- Expandir la colaboración para la promoción de la salud.
- Incrementar la capacidad de la comunidad y el empoderamiento de los individuos.
- Garantizar una infraestructura para la promoción de la salud.

## Educación para la salud
Como ya se mencionó, la promoción de la salud no solo abarca al ámbito 
de la salud, sino también al de la investigación, educación, gobierno y otros sectores 
sociales, porque las acciones que se llevan a cabo son sociales, económicas, 
políticas y psicosociales., Por consiguiente, la educación para la salud es parte de la 
Promoción de la Salud.
El significado de esta expresión está ligado a las concepciones de salud y 
educación que imperan en cada época y es resultado de las ideologías así como 
de las necesidades sociales. 
Para Perea educación para la salud "es un proceso de educación permanente que se 
inicia en los primeros años de la infancia, orientado hacia el conocimiento de 
sí mismo en todas sus dimensiones tanto individuales como sociales, y 
también del ambiente que le rodea en su doble dimensión, ecológica y social, 
con objeto de poder tener una vida sana y participar en la salud colectiva."
Salleras explica que la educación sanitaria tiene como objetivos que la 
salud sea un patrimonio de la colectividad, modificar conductas negativas, promover 
conductas positivas, promover cambios ambientales, así como capacitar a las personas para que participen en la toma de decisiones sobre salud en su comunidad.
Álvarez explica que "la educación para la salud tiene como objetivo, transmitir conocimientos que 
motiven y potencien el saber y el saber hacer, así como el desarrollo de 
conductas encaminadas a la conservación de la salud del individuo, la familia y 
la comunidad, para lograr estilos de vida saludables. Debe ocuparse de que las 
personas conozcan, analicen las causas sociales, económicas y ambientales, que influyen negativamente en la salud; de desarrollar habilidades que lleven a 
una situación en la que las personas: deseen vivir sanas, sepan cómo alcanzar 
la salud, hagan lo que sea, individual y colectivamente, para mantener la salud, 
y busquen ayuda cuando lo necesiten."